# Carlos Rojas
Carlos Rodolfo Rojas Rojas (1928. október 2. – Santiago de Chile, 1963. május 7.) válogatott chilei labdarúgó-fedezet.

## Pályafutása
1949 és 1953 között az Unión Española, 1953–54-ben a Palestino Santiago labdarúgója volt. 1949 és 1954 között 17 alkalommal szerepelt a chilei válogatottban és egy gólt szerzett. Részt vett az 1950-es brazíliai világbajnokságon.

## Sikerei, díjai
Unión Española
- Chilei bajnokság
  - bajnok: 1951